# Без названия
Без названия — шостий студійний альбом російського рок-музиканта Миколи Носкова.

## Про альбом
Альбом записувався в Німеччині, в студії продюсера Хорста Шнебеле. У записі брали участь два учасники німецької групи De-Phazz. А також брав участь квартет Magnetic Fantasy, який він створив. Альбом продавався тільки на сольних виступах артиста. На Україні альбом не випускали в продаж

## Перелік пісень
1. Без названия
2. Озёра
3. Ночь
4. Я был один
5. Исповедь
6. Мёд